# ورزشگاه رشید کرامی
ورزشگاه رشید کرامی ورزشگاهی چندمنظوره در طرابلس، لبنان می‌باشد. امروزه از آن بیشتر برای برپایی مسابقه‌های فوتبال و به عنوان ورزشگاه خانگی باشگاه فوتبال السلام زغرتا استفاده می‌شود. این ورزشگاه گنجایش ۲۵٬۰۰۰ نفر تماشاچی را دارد.